# Ahmed Bouderba
Ahmed Bouderba est un wali en Algérie.

## Fonctions
Ses principales fonctions occupées sont :
1. Wali de Médéa: (1967-1970).
2. Wali de Annaba: (1970-1974).
3. Ambassadeur d'Algérie à Dakar au Sénégal: (-1979).
4. Ambassadeur d'Algérie à Buenos Aires en Argentine: (1979-1982).
5. Ambassadeur d'Algérie à Lima au Pérou: (1982-1983).

## Décorations
- Ahid de l'ordre du Mérite national d'Algérie.